# 塞代尔凯尼
塞代尔凯尼，是匈牙利巴兰尼亚州所辖的一个村。总面积14.33平方公里，总人口1800，人口密度125.6人/平方公里（2011年1月1日）。